# Anuga indigofera
Anuga indigofera is een vlinder uit de familie van de Euteliidae. De wetenschappelijke naam van de soort is voor het eerst geldig gepubliceerd in 1976 door Holloway.